# Lagaš
Lagaš ali Lagas (sumersko Lagaški, klinopisno [NU11.BUR].LAKI ali [ŠIR.BUR].LAKI, skladišče, kašča ali zakladnica, akadsko Nakamtu), sedanji Tell Al-Hiba, governorat Dhi Qar, Irak,  je bil starodavno mezopotamsko mesto severozahodno od sotočja Evfrata in Tigrisa in vzhodno od Uruka in približno 22 km vzhodno od sodobnega Ash Shatraha v Iraku. Bil je eno od najstarejših mest na starodavnem Bližnjem vzhodu. Malo manj kot 10 km oddaljeno antično najdišče Nina, sodobni  Surghul, je označevalo južno mejo države. Girsu, sodobni Telloh, ki leži približno 25 km od Lagaša, je bil versko središče lagaške države z glavnim svetiščem E-Ninu, posvečenem bogu Ninurti.

## Zgodovina
Iz napisov, najdenih v Girsuju, na primer na Gudejevih valjih,  je razvidno, da je bil Lagaš že v poznem 3. tisočletju pr. n. št. pomembno sumersko mesto. V tistem času so mu vladali neodvisni kralji, Ur-Nanše (24. stoletje pr.n. št.) in njegovi nasledniki, ki so tekmovali z Elamiti na vzhodu in kralji Kiengirja in Kiša na severu. V obdobju pred akadsko osvojitvijo je nastalo nekaj izjemno zanimivih del, zlasti  Enantumova Jastrebova stela in Entemenova velika srebrna vaza, okrašena z Ningirsujevo sveto živaljo Anzujem, orlom  z levjo glavo, razširjenimi krili in levoma v obeh  krempljih. Po akadski zasedbi je Lagaš izgubil svojo neodvisnost. Njegovi vladarji (ensi) so postali vazali Sargona Akadskega in njegovih naslednikov. Lagaš je ostal še naprej pomembno mesto, predvsem kot središče razvoja umetnosti.
Po propadu Sargonove države je ponovno dobil neodvisnost. Njegova ensija  Ur-Bau in Gudea, ki sta vladala iz Girsuja in ne iz Lagaša, sta vzdrževala obširne trgovske stike tudi z oddaljenimi kraljestvi. Gudea je uvažal cedrovino z amanskega in libanonskega  gorovja v Siriji, diorit iz vzhodne Arabije ter baker in zlato iz osrednje in južne Arabije. Njegova vojska se je spopadala z Elamiti na vzhodu. Njegova vladavina je bila obdobje velikega razvoja umetnosti. Iz številnih njegovih kipov, postavljenih v templjih po celem mestu (Gudejevi kipi), je mogoče dosti dobro določiti njegov videz. 
Kraljestvo je merilo približno 1.600 km2, imelo osem glavnih mest okrožij, 17 velikih mest  in številne vasi. Za približno štirideset vasi so znana tudi njihova imena. Po eni od ocen je bil Lagaš v letih 2075 do 2030 pr. n. št. največje mesto na svetu.
Kmalu po Gudejevem obdobju je Lagaš kot en od svojih prvih provinc absorbirala Tretja urska dinastija. Nekaj podatkov o Lagašu je še iz starobabilonskega obdobja, potem pa je, tako izgleda, izgubil svoj pomen. Prva naslednja omemba je iz selevkidskega  obdobja in pravi,  da so tam začeli graditi trdnjavo. Takrat je verjetno postal del grškega Harakenskega kraljestva.

### Konflikt z Umo
Okoli leta 2450 pr. n. št. se je Lagaš zaradi meje sprl s sosednjim mestom Umo. Napis na Steli jasrebov pravi, da je takratni lagaški kralj Eanatum na spodbudo lokalnega zavetnega boga Ningirsuja vpoklical svojo vojsko in nameraval poraziti Umo. Opis začetka spopada je nejasen, potem pa sledi nekaj podrobnosti o dogodku. Ko sta se obe vojski srečali na bojnem polju, je Eanatum sestopil s svojega bojnega voza in peš poveljeval svoji vojski. Vojaki so spustili konice svojih kopij in začeli v gosti falangi prodirati  proti sovražni vojski. Po kratkem spopadu je lagaška vojska zmagala. Eanatuma je puščica zadela v oko, vendar je živel do konca bitke. Bitka je bila ena od prvih znanih organiziranih bitk.

## Lagaške dinastije
Lagaških dinastij ni na seznamu sumerskih kraljev. Do sedaj so odkrili samo izjemno nepopolno prilogo, znano kot Lagaški vladarji. Priloga pripoveduje, da so po poplavi ljudje težko pridelali hrano in bili odvisni izključno od dežja. V nadaljevanju obravnava tehnike namakanja in pridelave ječmena, ki so jim ga potem poklonili bogovi. Na koncu je izjava »Napisano v šoli«, ki kaže, da je bil seznam izdelek šole za pisarje. Iz seznama je mogoče izluščiti nekaj imen, med njimi Ur-nanše, Ane-tum, En-entar-zid, Ur-ningirsu, Ur-Bau in Gudea.

### Prva lagaška dinastija
| Vladar                       | Predvidena vladavina          | Pripombe |
| ---------------------------- | ----------------------------- | --- |
| Enhengal                     |                               | |
| Lugal-ša-engur (Lugal-Sugur) |                               | visoki svečenik ali ensi                                                                                      |
| Ur-Nanše (Ur-nina)           | okoli 2500 pr. n. št.         | kralj |
| Akurgal                      |                               | |
| Eanatum                      | okoli 25. stoletja pr. n. št. | Ur-Nanšejev vnuk, kralj, ki je odcepil Sumerijo od Enšagkušana Uruškega in odbil vojske Kiša, Elama in Marija |
| En-ana-tum I.                | okoli 25. stoletja pr. n. št. | Eanatumov brat, kralj in visoki svečenik                                                                      |
| Entemena                     | okoli 25. stoletja pr. n. št. | sin Enanatuma I., kralj sodobnik Lugal-ure (ali Lugalkinišeduduja) Uruškega in zmagovalec nad Ilijem Umskim   |
| Enanatum II.                 |                               | |
| Enentarzid                   |                               | |
| Lugalanda                    |                               | |
| Urukagina                    | okoli 2300 pr. n. št.         | kralj, katerega je porazil Lugalzages Uruški; izdal je razglas o socialnih reformah                           |

### Druga lagaška dinastija
| Vladar             | Predvidena vladavina (kratka kronologija) | Predvidena vladavina (srednja kronologija) | Pripombe                                  |
| ------------------ | ----------------------------------------- | ------------------------------------------ | ----------------------------------------- |
| Lugalušumgal       |                                           |                                            |                                           |
| Puzer-Mama         |                                           |                                            |                                           |
| Ur-Utu             |                                           |                                            |                                           |
| Ur-Mama            |                                           |                                            |                                           |
| Lu-Baba            |                                           |                                            |                                           |
| Lugula             |                                           |                                            |                                           |
| Kaku ali Kakug     |                                           |                                            |                                           |
| Ur-Bau ali Ur-baba | 2093 pr. n. št.– 2080 pr. n. št.          | 2157 pr. n. št. – 2144 pr. n. št.          |                                           |
| Gudea              | 2080 pr. n. št. – 2060 pr. n. št.         | 2144 pr. n. št. – 2124 pr. n. št.          | Ur-babov zet                              |
| Ur-Ningirsu        | 2060 pr. n. št. – 2055 pr. n. št.         | 2124 pr. n. št. – 2119 pr. n. št.          | Gudeov sin                                |
| Pirigme ali Ugme   | 2055 pr. n. št. – 2053 pr. n. št.         | 2119 pr. n. št. – 2117 pr. n. št.          | Gudeov vnuk                               |
| Ur-gar             | 2053 pr. n. št. – 2049 pr. n. št.         | 2117 pr. n. št. – 2113 pr. n. št.          |                                           |
| Namahani           | 2049 pr. n. št. – 2046 pr. n. št.         | 2113 pr. n. št. – 2110 pr. n. št.          | Kakujev vnuk, katerega je porazil Ur-Nama |

## Arheologija
Lagaš je eno od največjih arheoloških najdišč v regiji, ki meri približno 3,2 x 1,6 km oziroma 400 – 600 ha. Najdišče diagonalno seka korito reke ali kanala. Prva izkopavanja, ki so trajala samo šest tednov, je opravil Robert Koldewey leta 1887. Leta 1953 sta ga začela raziskovati Thorkild Jacobsen in Fuad Safar in odkrila prve dokaze, da gre za Lagaš. Glavna država v regijah  Al-Hiba in Tello  je bila pred tem opredeljena kot ŠIR.BUR.LA (Širpurla).  ŠIR.BUR.LAKI bi lahko bil Lagaš, kar pa ni dokazano. Najdišče Tell Al-Hiba so v letih 1968 do 1976 pet sezon raziskovale ekipe Metropolitanskega muzeja umetnosti in Inštituta za umetnost Univerze New York. Osredotočale so se predvsem Inanin tempelj Ibgal, Ningirsujev tempelj Bagara in  upravne zgradbe okoli njiju.
Ekipa se je vrnila leta 1990. Rezultati raziskav zadnje sezone še niso objavljeni.